# Atari 400

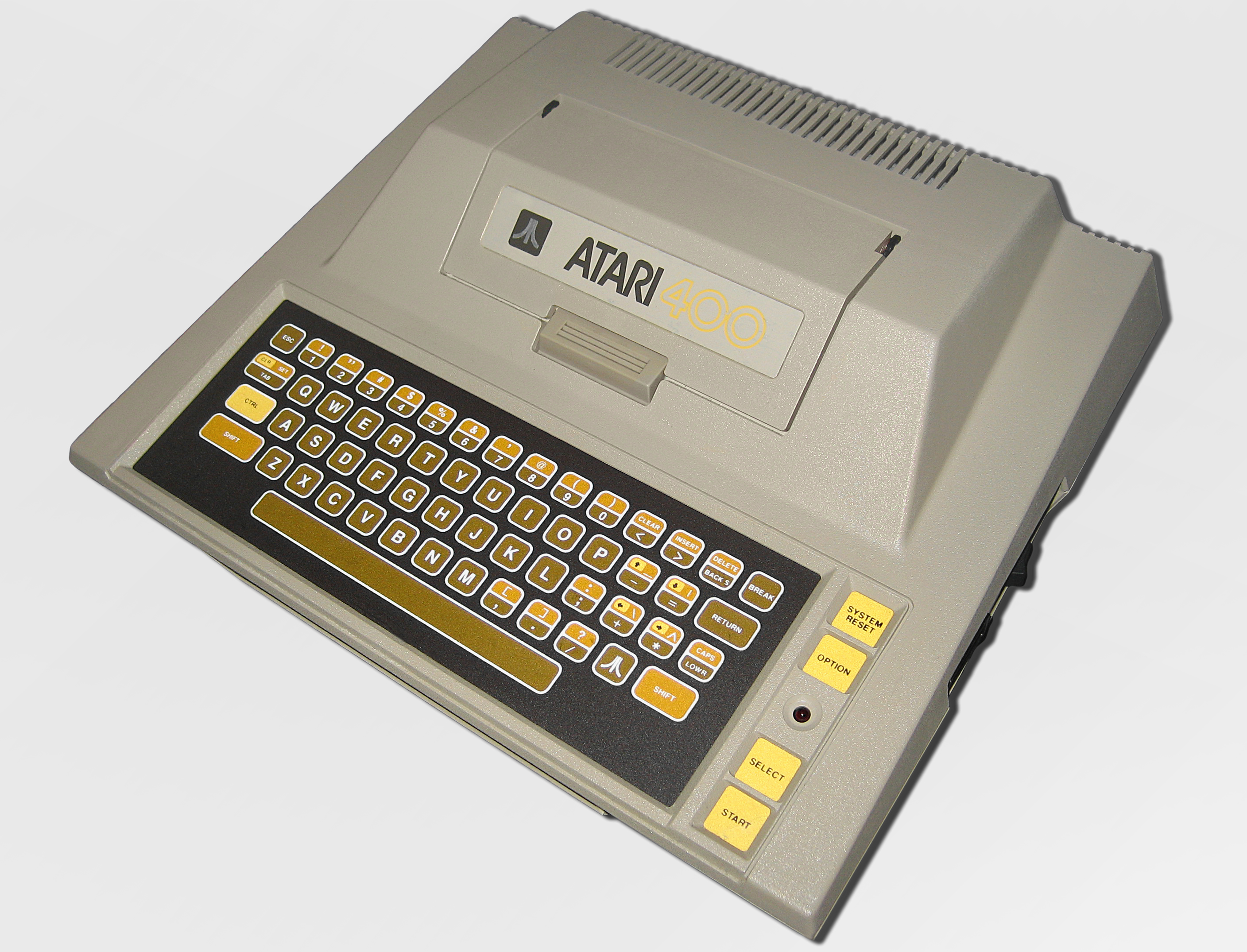
Atari 400

Atari 400 är en åttabitarsdator tillverkad av det amerikanska företaget Atari. Datorn var ursprungligen tänkt att säljas med 4 kiB RAM-minne men försågs slutligen med 8 kiB innan utvecklingen av datormodellen var färdig som en följd av fallande minnespriser. När den kom ut såldes den för 500 dollar, vilket är hälften av 1000 dollar som Atari 800 kostade.